# Subida Peñas Blancas-Estepona
Subida Peñas Blancas-Estepona ist eine temporäre Motorsport-Bergrennstrecke an der Costa del Sol in der Provinz Málaga, Andalusien.
Die Rennstrecke im Gemeindegebiet von Estepona hat eine Länge von 7400 Meter mit einem Höhenunterschied von 498 Metern. Die durchschnittliche Steigung beträgt 6,17 % und die maximale Steigung ist 12,39 %. Auf dieser Rennstrecke wird seit 2006 das Campeonato de España de Montaña ausgetragen. Entlang der Rennstrecke befinden sich 9 Zuschauer Parkplätze mit 7 besonders interessanten Zuschauertribünen und ein temporärer Hubschrauberlandeplatz auf etwa halber Streckenlänge. Das Fahrerlager und der Start liegt auf 117 Meter Seehöhe bei Kilometer 1,450 auf der Straße MA-8301. Die 6ª Subida Peñas Blancas-Estepona  fand Anfang April 2014 statt und war auch ein Lauf zum Campeonato de Andalucia de Montaña.

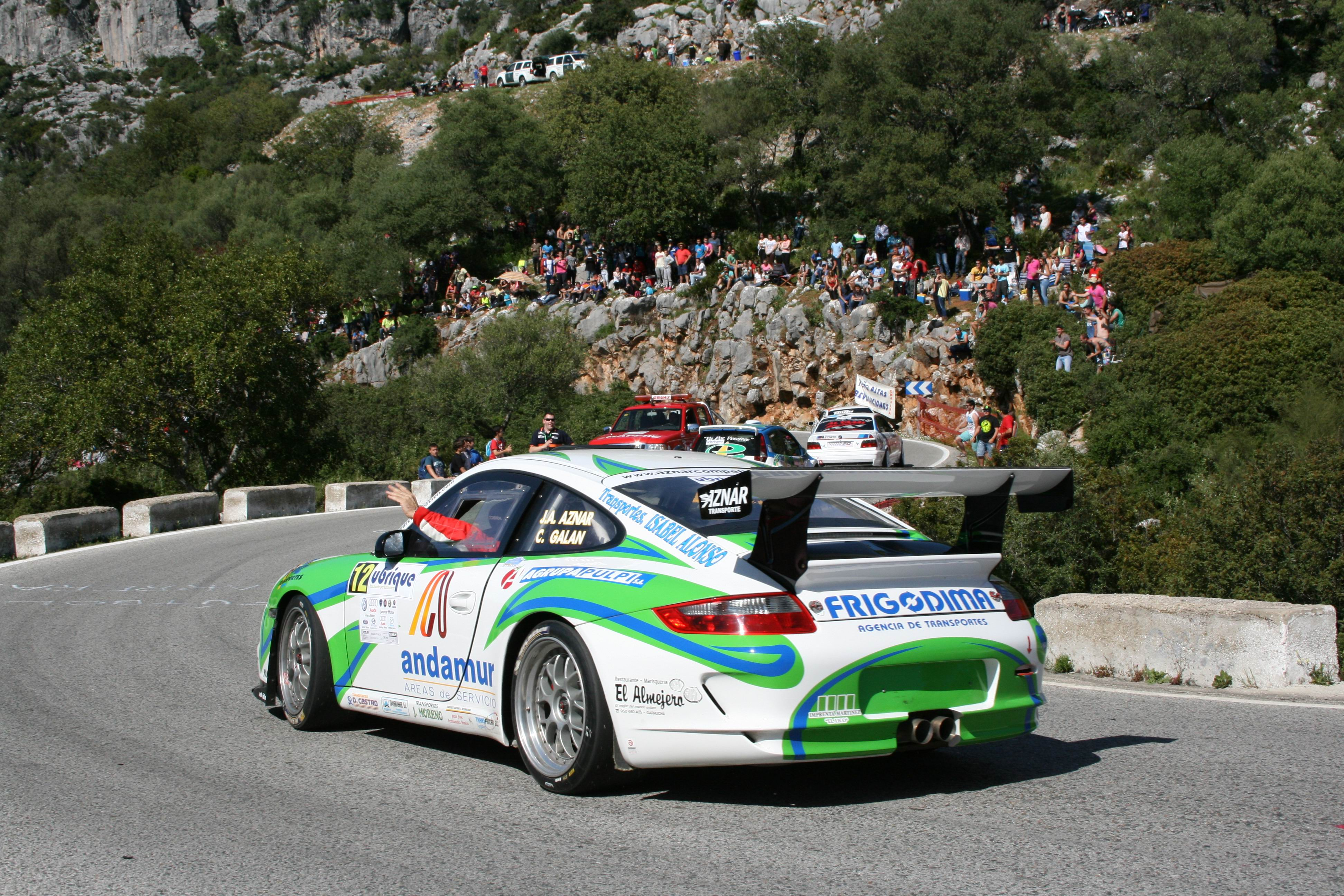
Gewinner der Gruppe GT bei der 6ª Subida Peñas Blancas-Estepona 2014 Jose Aznar (Porsche 911 GT3)

## Fahrzeuge
Das Technische Reglement des Laufes sieht aktuell (Stand 2025) eine Klasseneinteilung in bis zu 25 zugelassene Fahrzeugklassen vor. Die Klasseneinteilung erfolgt dabei auf Grundlage der
spanischen Bergmeisterschaft und umfasst unter anderem die folgenden Klassen:
Kategorie I – Produktionswagen
- Gruppe N – Produktionswagen
- Gruppe A – Tourenwagen (inkl. World Rally Cars und Super 1600)
- Gruppe SP – Superproduktionswagen
- Gruppe S20 – Super 2000-Fahrzeuge (Rallye und Rundstrecke)
- Gruppe GT – Fahrzeuge der Klassen GT1, GT2 und GT3

Kategorie II – Rennwagen
- Gruppe CN – Produktionssportwagen
- Gruppe D/E2-SS – Ein- oder zweisitzige Rennwagen einer internationalen Formel oder formelfrei mit einem maximalen Hubraum von 3000 cm³. Dies sind hauptsächlich Fahrzeuge der Formel 3 und der Formel 3000.
- E2-SC – Zweisitzige Sportwagen bis 3000 cm³
- E2-SH – Silhouetten-Tourenwagen